# DNMT3L
La ADN (citosina-5) metiltransferasa tipo 3 (DNMT3L) es una enzima codificada en humanos por el gen DNMT3L.
La metilación CpG es un tipo de modificación epigenética muy importante en el proceso de embriogénesis, impronta e inactivación del cromosoma X. Estudios en ratones han demostrado que la Metilación del ADN es requerida en el desarrollo de los mamíferos. Este gen codifica una proteína nuclear que presenta una cierta similitud con metiltransferasas de ADN. Esta proteína no parece funcionar como una metiltransferasa de ADN, ya que no contiene los aminoácidos necesarios para ejercer dicha actividad. Sin embargo, DNMT3L estimula la metilación de novo por acción de la metiltranferasa de citosina 3 alfa y se piensa que es requerida para establecer la impronta genómica materna. Esta proteína también media en la represión transcripcional a través de la interacción con la histona deacetilasa 1. Se han descrito dos variantes transcripcionales de este gen, más una tercera que aún no ha sido descrita completamente, ni ha sido validada su actividad biológica.

## Interacciones
La proteína DNMT3L ha demostrado ser capaz de interaccionar con:
- HDAC1[3][4]